# Kartalspor
Kartalspor – turecki klub piłkarski z siedzibą w Stambule.
Klub jest znany z promowania młodych graczy. Zespół wypromował reprezentantów Turcji: bramkarza Volkana Demirela oraz obrońcę Çetina.